# Гиппон

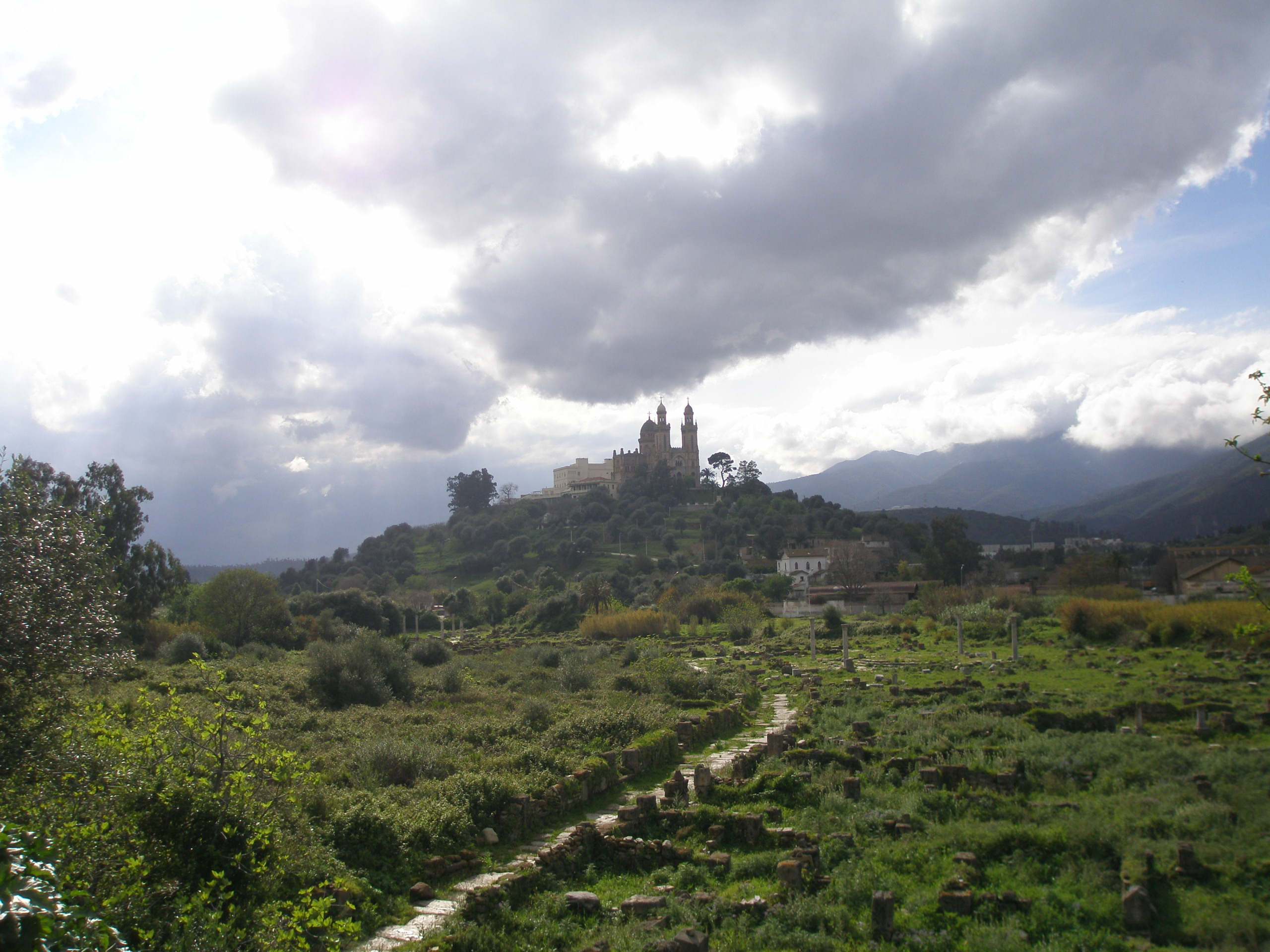
Руины римского Гиппона. На заднем плане находится церковь святого Августина.

Гиппо́н-Ре́гий, Гиппо́н Ца́рский, Иппо́н (лат. Hippō Regius, др.-греч. Ἱππών Βασιλικός) — древний город в доримской и римской Африке, порт на берегу Гиппонской бухты Средиземного моря (Hipponensis Sinus), ныне носит название Аннаба. Исторически он служил важным городом для финикийцев, берберов, римлян и вандалов. Гиппон был столицей королевства вандалов в 435—439 годах, пока она не была перенесена в Карфаген после его захвата вандалами в 439 году.
Он был центром нескольких ранних христианских соборов и местом, где жил и трудился Аврелий Августин, один  из важнейших Отцов церкви в западном христианстве.

## История
Гиппон это латинская вариация от ʿpwn (пун. 𐤏𐤐𐤅𐤍), вероятно название, связано со словом ûbôn, что означает «гавань». Возник около 1200 года до н. э. как колония Тира. Чтобы отличить его от Гиппона Диархитус (современная Бизерта, в Тунисе), римляне позже назвали его Гиппоном-Регием («Гиппоном Царским»), потому что это была одна из резиденций царей Нумидии. Близлежащая река была латинизирована как Убус, а залив к востоку от неё был известен как залив Гиппон (лат. Hipponensis Sinus).
Вблизи этих мест в конце весны 46 года до н. э., на заключительном этапе гражданской войны, были потоплены эскадрой Публия Ситтия помпеянские командиры Квинт Цецилий Метелл, Публий Юниан, Манлий Торкват и некий Плеторий Рустиан. Приморский город близ устья реки Убус, он стал римской колонией, которая процветала и стала крупным городом в римской Африке. В последнее столетие существования Западной Римской империи большой авторитет получила гиппонская епископия, во главе которой стоял св. Аврелий Августин. Именно здесь были написаны его основные труды. При жизни Августина в Гиппоне состоялось несколько церковных соборов, посвящённых определению Библейского канона. В 430 году нашей эры вандалы продвинулись на восток вдоль побережья Северной Африки и осадили город-крепость Гиппон-Регий. Внутри Святой Августин и его священники молились о спасении города от захватчиков, прекрасно зная, что падение города будет означать смерть или обращение в арианскую ересь для большей части христианского населения. 28 августа 430 года, через три месяца после начала осады, святой Августин (которому было 75 лет) умер, возможно, от голода или от болезни, поскольку пшеничные поля за пределами города были неубранными. Через 14 месяцев голод и неизбежные болезни сильно ослабили как жителей города, так и вандалов за пределами городских стен. Город пал от рук вандалов, и король Гейзерих сделал его первой столицей Вандальского королевства до захвата Карфагена в 439 году. Гейзерих с 431 по 439 годы управлял отсюда своей обширной державой.
Город был занят армией Византийской империи в 534 году и  находился под её владычеством до 698 года, когда был захвачен и разрушен арабами-мусульманами, однако позже последние восстановили город в VIII веке и дали ему название Аннаба. Более поздняя история города рассматривается под его современным (арабским) названием.
Примерно в трёх километрах от города в XI веке берберы-зириды основали Белеб-эль-Анаб, который испанцы захватили и удерживали в течение нескольких лет в XVI веке. При Людовике XIV город на некоторое время был захвачен французами. Франция снова захватила этот город в 1832 году. Он был переименован в Боне или Бона и стал одним из центров департамента Константины в Алжире. В нём проживало 37 000 жителей, из которых 10 800 были коренными жителями (9 400 мусульман и 1400 натурализованных евреев), 15 700 были французами и 10 500 иностранцами, включая большое количество итальянцев.
В настоящее время епископ католической епархии Константины носит титул епископа Гиппона.

## В астрономии
- В честь Гиппона назван астероид (426) Гиппон, открытый в 1897 году.

## Комментарии
1. ↑  "A Berber, born in 354 at Thagaste (now Souk-Ahras) in Africa, he died as Bishop of Hippo (later Bone, now Annaba) in 430, while the Vandals were besieging the town."{{======
-->|Braudel|1995|p=335}}